# Maria Schrader
Maria Schrader (Hannover, 1965. szeptember 27. –) Primetime Emmy-díjas német színésznő, filmrendező, forgatókönyvíró, több német és nemzetközi díj birtokosa, A másik út c. Netflix-sorozat és az Én vagyok a te embered rendezője.

## Élete

### Színpadi munkássága
Hannoverben született 1965-ben, képzőművész-házaspár leányaként. Apja festőművész, anyja szobrász volt. Az alsó-szászországi Gehrdenbe járt gimnáziumba, tizenötéves korában, az érettségit odahagyva már színpadra állt. 1983-ban Bécsben, a Max Reinhardt Szemináriumban kezdett színművészetet tanulni, de két év után otthagyta. Az 1982–83-as szezonban már a hannoveri Alsó-Szászországi Városi Színház (Niedersächsisches Staatstheater) társulatának tagjaként dolgozott. Fellépett Bécsben, Bonnban és Velencében is.
2002 után dolgozott a bázeli és kölni városi színháznál, a hamburgi Thalia Színháznál és a berlini Német Színháznál (Deutsches Schauspielhaus). Sok más rendező mellett dolgozott Stefan Bachmannnal, Karin Beierrel, Nicolas Stemannal és Andreas Kriegenburggal. A Karin Beier által Kölnben színpadra állított Az aranygyapjú című Grillparzer-drámában ő játszotta Médeiát, alakításáért a 2009-es Észak-rajna-vesztfáliai Színházi Találkozón a legjobb színésznőnek járó díjat kapta. 2013 óta a hamburgi Német Színház társulatának tagja.

### Filmszínésznői pályája
1989-ben játszotta első filmszerepét a RobbyKallePaul című filmvígjátékban, Dani Levy rendezett. Schrader és Levy több éven át élt és dolgozott együtt, Levy számos filmjében Schradernek adta a főszerepet, legutóbba a 2002-es Apák (Väter) című filmjében. Filmszínészként is gyakran játszottak együtt, így pl. Max Färberböck rendező 1997-es Aimée és Jaguár-jában, mely nagy sikert hozott mindkettőjüknek. Levy 1998-as Meschugge című filmjénél Schader betársult a forgatókönyv megírásába és közreműködött a rendezésben is, gyűjtve a szakmai tapasztalatot későbbi saját rendezéseihez. Többször dolgozott Doris Dörrie rendezővel, szerepelt pl. az Engem senki sem szeret (Keiner liebt mich) című filmdrámában, amelyért több elismerést kapott. Jelentős szerepeket alakított Hal Hartley, Agnieszka Holland, Margarethe von Trotta és Jan Schomburg fontos filmjeiben is.
Filmszerepeinek jelentős részében zsidó nőket alakított hitelesen. Később forgatókönyvíróként és rendezőként is gyakran a zsidó közösség sorsát tárgyaló témákat dolgozott fel. 2017-ben, amikor a sajtó − Stefan Zweigről szóló filmjével kapcsolatos személyes motivációiról faggatta − úgy nyilatkozott, ő maga nem zsidó származású.

### Filmrendezői munkássága

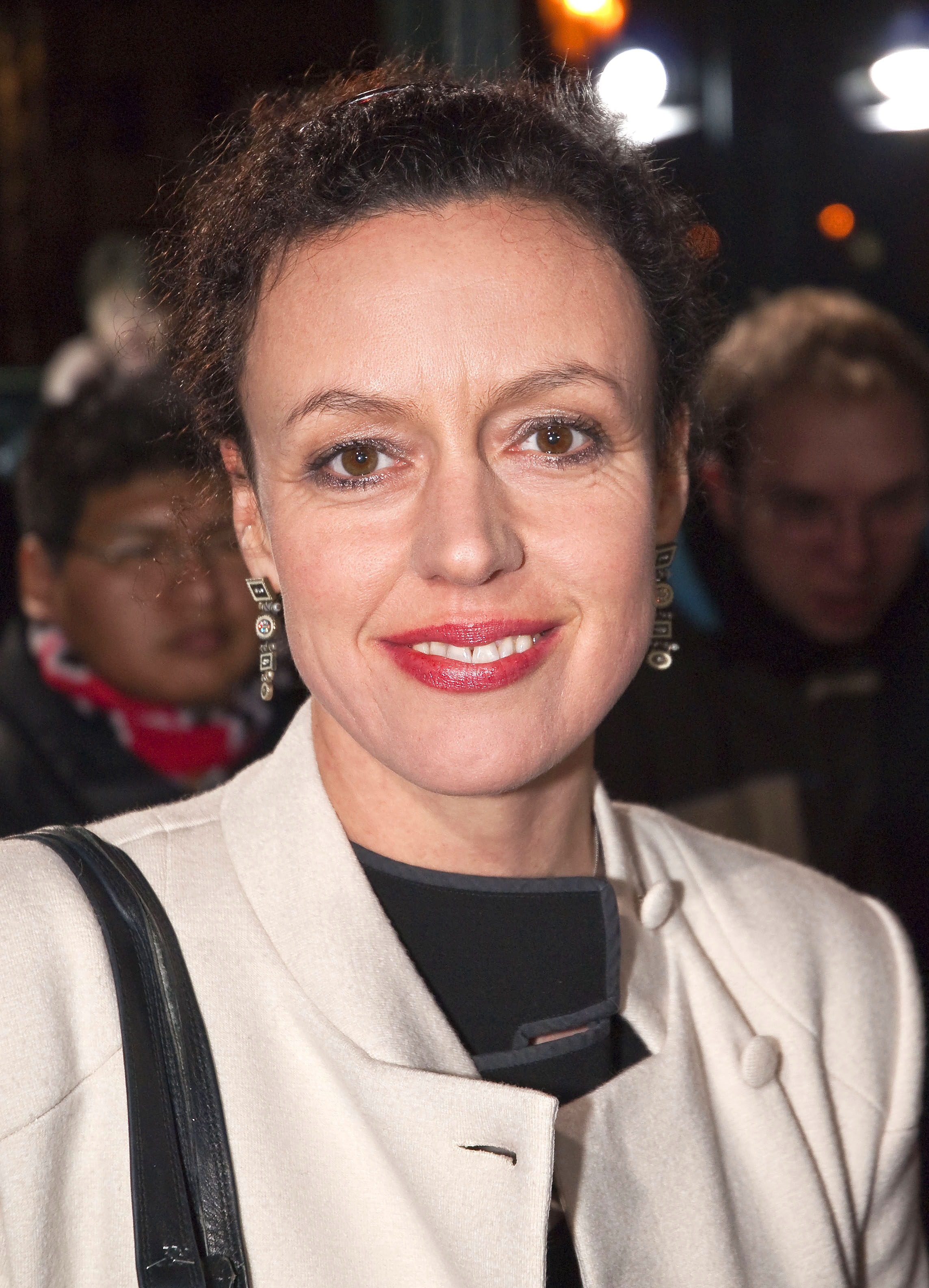
A 2008-as Berlinalén

2005-ben rendezte meg első önálló filmjét, Zeruya Shalev írónő Szerelmi élet (Liebesleben) című bestseller regénye alapján. A német–izraeli kooperációban készült film forgatókönyvét Schrader és Laila Stieler német dramaturggal közösen írta. A film 2007 novemberében került a német mozikba. A főbb szerepeket Neta Garty, Rade Serbedzija, Tovah Feldshuh és Stephen Singer játszották el, egy kisebb szerepben feltűnik maga az írónő, Zeruya Shalev is, mint könyvtárosnő. 2016-ban Schrader elkészítette Stefan Zweig-ről készített életrajzi filmjét, Vor der Morgenröte címmel. A forgatókönyvet Schrader és Jan Schomburg közösen írták. A film német címe − jelentése „pirkadat előtt” − az író búcsúlevelét idézi. 1942-ben, a náci katonai sikerek csúcspontján a brazíliai emigrációban élő Zweig, feleségével együtt reményvesztetten öngyilkosságot követett el. Búcsúlevelében azt írta, egy jobb Európát remélt, ahol azonban még nem jött el a pirkadás. A címszerepet, az írót Josef Hader, feleségét Barbara Sukowa formálta meg. Németországban a filmet a kritika igen kedvezően fogadta. Magyarországon csak az ART mozihálózat mutatta be Stefan Zweig: Búcsú Európától címmel.
2020-ban Schrader a Netflix részére megrendezte A másik út (Unorthodox) című minisorozatot, Deborah Feldman hasonló című könyve alapján.
2019–2020-ban készítette Én vagyok a te embered (Ich bin dein Mensch) című tudományos-fantasztikus dráma-vígjátékát. Ez volt első „meghívásos” rendezése. A Berlini Nemzetközi Filmfesztivál szervezői a 2021-ben rendezendő eseményre versenyfilmek nevezését kérték, a pályázatra Schradert is meghívták. Schrader a versenyfilmjét Emma Braslavsky és Jan Schomburg hasonló című novellájának alapötletére építette, de az eredetileg tragikus végkifejlet helyett folytatásra inspiráló, könnyed és nyitott végű történetet készített. A 2001 márciusában bemutatott film az emberek és a magas szintű mesterséges intelligenciával rendelkező humanoid robotok között szorgalmazott érzelmi-testi kapcsolatok problémáira, az emberi érzések és a szimulált robot-reakciók ellentmondásaira mutat rá. A két főszerepet Maren Eggert és az angol Dan Stevens játszotta, a női főszereplő Ezüst Medve elismerést kapott. Lisa Blumenberg producert Arany Medve-díjra, Maria Schrader rendezőt közönségdíjra jelölték. A továbbiakban a Német Filmdíj több kategóriájában öt díjat nyertek, Blumenberg a legjobb filmért, Schrader a legjobb forgatókönyvért (Jan Schomburggal együtt) és ő maga a legjobb rendezésért is, végül Maren Eggert a legjobb női főszerepért. A 2021-es ludwigshafeni Német Filmfesztiválon Schrader és Schomburg elnyerték a legjobb forgatókönyv díját.

### Magánélete
Több éven át Dani Levy filmrendező élettársa volt, akitől számos filmszerepet kapott. Rainer Kaufmann filmrendezővel fenntartott korábbi viszonyából született 1998-ban Felice nevű leánya. 2002-től 2007-ig színészkollégájával, Sebastian Blomberggel élt együtt, akivel 2002-ben, Dani Levy Apák című filmjének forgatásán ismerkedett meg. Jelenleg (2022) Berlinben él.

## Jelentősebb színházi szerepei
- 2003, Theater Basel, Claudel: Selyemcipő (Der Seidene Schuh); Dona Proeza szerepében,
- 2003–2005: Nibelungenfestspiele, Worms, Hebbel: Die Nibelungen; Kriemhild szerepében (Mario Adorffal, Manfred Zapatkával, Dieter Wedellel stb.)
- 2007: Kölni Színház, Y. Reza: Az öldöklés istene (Der Gott des Gemetzels); Véronique Houillé szerepében
- 2008: Kölni Színház, Grillparzer: Az aranygyapjú; Médeia (Carlo Ljubekkel, Manfred Zapatkával és Patrycia Ziółkowskával)
- 2016: Schauspielhaus Hamburg, Ibsen: Peer Gynt; Solvejg[20]
- 2020: Schauspielhaus Hamburg, Albee: Nem félünk a farkastól; Martha (Devid Striesowval, Josefine Israellel és Matti Krauséval)

## Filmes munkái

### Fontosabb filmszerepei
- 1988: Goldjunge; Dolores
- 1989: RobbyKallePaul; Malu
- 1992: A Mars bolygón jártam (I was on Mars); Silva
- 1993: Je m′appelle Victor; Yvette
- 1993: Magic Müller, tévéfilm; Petra
- 1994: Engem senki sem szeret (Keiner liebt mich); Fanny Fink (rend. Doris Dörrie)
- 1994: Burning Life; Anna Breuel
- 1994: A legjobb barátom (Einer meiner ältesten Freunde); Marion
- 1995: Halbe Welt; Sunny
- 1995: Peter Strohm, tévésorozat; Leonie
- 1995: Flört (Flirt), nő a bárpultnál
- 1995: Csendes éj (Stille Nacht – Ein Fest der Liebe); Julia
- 1997: Áll a bálna (Der Unfisch) ; Sophie Moor
- 1997: Der Kindermord, tévéfilm; Katrin Menzel
- 1998: Szép vagyok? (Bin ich schön?); Elke
- 1998: Meschugge; Lena Katz
- 1999: Aimée és Jaguár (Aimée und Jaguar); Felice Schragenheim (Jaguár)
- 1999: Halálos zarándoklat (Camino de Santiago); tévé-minisorozat; Helena Bauen
- 2001: Emil és a detektívek (Emil und die Detektive); Hummel asszony
- 2001: A reklám helye (Viktor Vogel – Commercial Man); Johanna von Schulenberg
- 2002: Operation Rubikon, tévéfilm; Sophie Wolf
- 2002: Die Nibelungen, tévéfilm; Krimhild
- 2002: Apák (Väter), Melanie Krieger
- 2003: Rosenstrasse; Hannah Weinstein
- 2005: Jégország (Schneeland); Elisabeth
- 2005: Bőröndbe csomagolt élet (A Life in Suitcases); más cím: Tulse Luper bőröndjei; Félicité (rend. Peter Greenaway)
- 2008: Tetthely, tévésorozat, Borowski und das Mädchen im Moor c. 688. epizód; Iris Raven
- 2008: Patchwork; tévéfilm; Xenia Napolitano-Freitag
- 2009: Külvárosi krokodilok (Vorstadtkrokodile); Kai mama
- 2009: Die Seele eines Mörders; Orli Schochan
- 2010: Külvárosi krokodilok 2. (Vorstadtkrokodile 2); Kai mama
- 2011: Külvárosi krokodilok 3. (Vorstadtkrokodile 3); Kai mama
- 2011: A város alatt (In Darkness); Paulina Chiger (rend. Agnieszka Holland)
- 2012: Alleingang, tévéfilm; Sonja Zuckmaier
- 2013: Schwestern, Saskia Kerkhoff
- 2014: Vergiss mein Ich; Lena Ferben (rend. Jan Schomburg)
- 2015: Volt egyszer két Németország (Deutschland 83); tévésorozat; nyolc epizód; Lenora Rauch
- 2017: Hanni & Nanni: Mehr als beste Freunde; Heidrun Theobald
- 2018: The City and the City, tévé-minisorozat; négy epizód; Quissima Dhatt
- 2018: Volt egyszer két Németország – 86 (Deutschland 86); tévésorozat; tíz epizód; Lenora Rauch
- 2018: Fortitude, tévé-minisorozat; négy epizód; Ingemar Myklebust rendőr-főfelügyelő
- 2020: Deutschland 89; tévésorozat; nyolc epizód; Lenora Rauch

| - 1989: RobbyKallePaul - 1991: A Mars bolygón jártam (I Was on Mars) - 1996: Csendes éj (Stille Nacht – Ein Fest der Liebe) - 1998: Meschugge - 2007: Szerelmi élet (Liebesleben) - 2016: Stefan Zweig: Búcsú Európától (Vor der Morgenröte) - 2021: Én vagyok a te embered (Ich bin dein Mensch) | - 2007: Szerelmi élet (Liebesleben) - 2016: Stefan Zweig: Búcsú Európától (Vor der Morgenröte) - 2020: A másik út (Unorthodox), tévé-minisorozat, négy epizód - 2021: Én vagyok a te embered (Ich bin dein Mensch) - 2022: Azt mondta (She said) |

## Elismerései, díjai

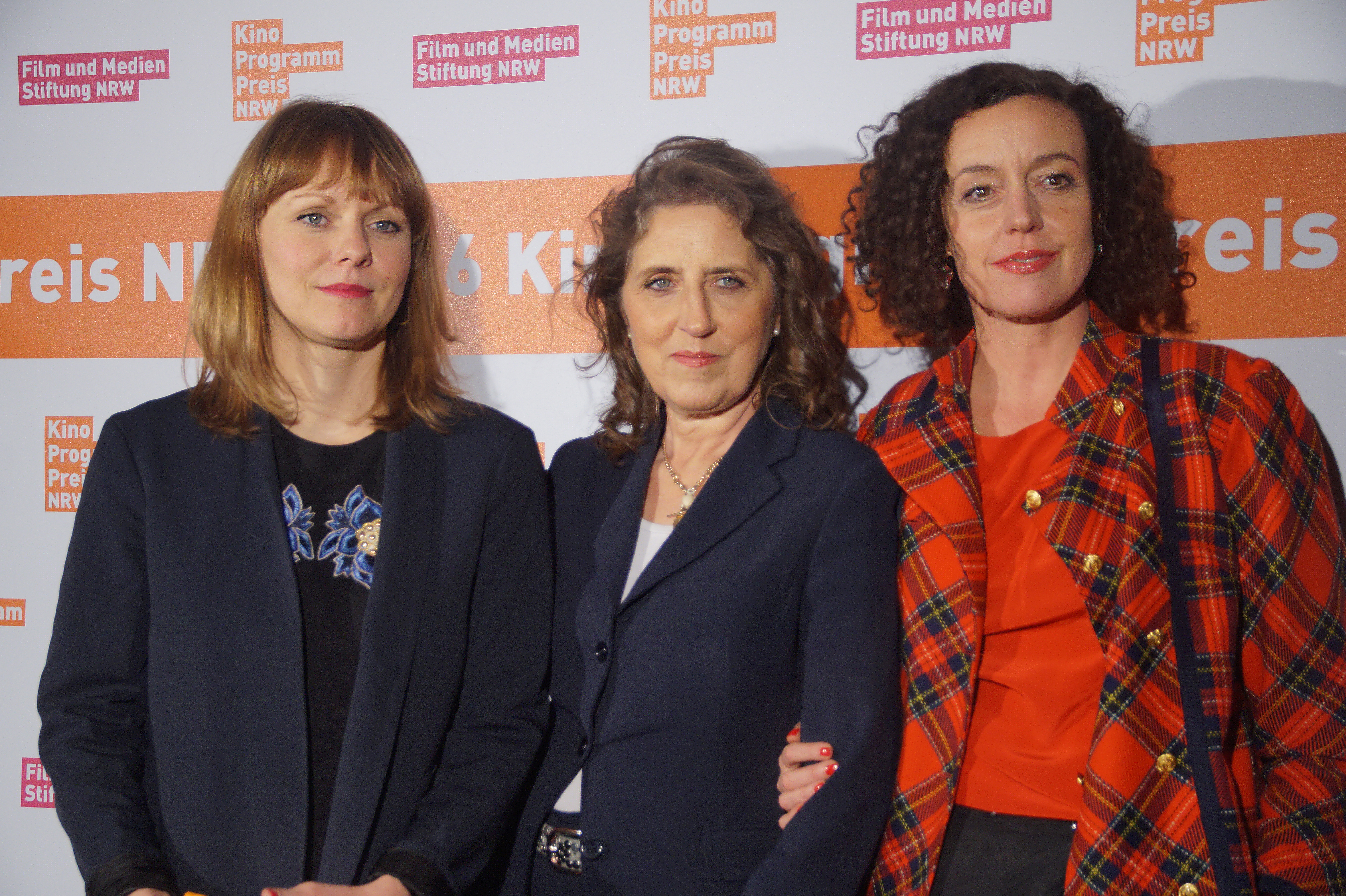
Balról jobbra: Maren Ade filmrendező, Petra Müller, az Észak-rajna-Vesztfáliai Filmalapítvány igazgatója, a Német Filmdíj kurátora és Maria Schrader Kölnben, a 2016-os Észak-rajna-Vesztfáliai Filmfesztiválon

- 1992: Max Ophüls-díj, a legjobb fiatal pályakezdő színésznő kategóriában,
- 1994: Bajor Filmdíj (Bayerischer Filmpreis),, a Engem senki sem szeret-ben nyújtott színészi alakításáért,
- 1998: Bajor Filmdíj, az Aimée és Jaguár-beli főszerepéért,
- Több alkalommal elnyerte a Szövetségi Filmdíj (Bundesfilmpreis) különféle kategóriáit, így pl. az Arany Filmszalagot (Filmband in Gold) az Engem senki sem szeret, a Burning Life és A legjobb barátom-ban nyújtott színészi alakításáért. A legjobb női főszereplőnek járó Arany Filmszalagot megkapta az Aimée és Jaguár női főszerepéért is.
- 1999: Berlini Nemzetközi Filmfesztivál (Berlinale), Ezüst Medve díj, az Aimée és Jaguár női főszerepéért.
- 1999: Berlini Nemzetközi Filmfesztivál, az európai film Shooting Star-ja kitüntetés,
- 2016: Monte Carló-i Televíziós Fesztivál, jelölés a legjobb női főszereplő díjára, a Volt egyszer két Németország (Deutschland 83)-ban játszott Lenora-szerepéért.[21]
- 2016: Herbert Strate-díj[22]
- 2016: Bajor Filmdíj, a Stefan Zweig: Búcsú Európától (Vor der Morgenröte) rendezéséért,
- 2017: Európai Filmdíj Közönségdíja, a Búcsú Európától film rendezéséért
- 2017: a Stefan Zweig: Búcsú Európától filmet Ausztria Oscar-díjra jelölte a legjobb idegen nyelvű film kategóriájában (de nem jutott tovább).
- 2018: Berliner Bär (a Berliner Zeitung kulturális díja)[23]
- 2020: Primetime Emmy-díj, A másik út c. Netflix-minisorozat rendezéséért. (Schrader lett az első német női rendező, akit Emmy-díjra jelöltek).[24][25]
- 2021: Romy-díj a legjobb televíziós/stream rendezőnek.[26]
- 2021: Berlinale: Közönségdíjra jelölték az Én vagyok a te embered rendezéséért,
- 2021: Német Filmdíj, a legjobb rendezőnek és a legjobb forgatókönyvírónak járó díj, az Én vagyok a te embered filmért,
- 2021: a Német Film Fesztiválja, Filmkunstpreis, a legjobb forgatókönyvírónak, az Én vagyok a te embered filmért.
- 2022: az Én vagyok a te embered filmet Németország Oscar-díjra jelölte, a legjobb idegen nyelvű film kategóriájában, de nem jutott tovább.